# Slag aan de Granicus
De Slag aan de Granicus was een veldslag die begin mei 334 v. Chr. plaatsvond tussen de Perzen en de Macedoniërs. Alexander de Grote versloeg de bezettingstroepen uit de westelijke satrapieën van het Achaemenidische Rijk van sjah Darius III. Het Perzische leger had verschillende commandanten, onder wie de Griekse huurling Memnon van Rhodos.

## Voorspel
Na de oversteek van de Hellespont, de verbinding tussen Europa en Azië bij Troje, wilde Alexander doorstoten naar het zuiden, waar enkele Griekse steden met de Macedoniërs sympathiseerden. Memnon stelde voor de Macedoniërs te ontwijken en hun opmars onmogelijk te maken door de tactiek van de verschroeide aarde toe te passen. De Perzische commandanten, met name Arsites, wezen dit plan af en besloten tot een confrontatie.
Memnon trok zijn troepen nu ten oosten van Troje samen. Zo dwong hij Alexander tot een omweg: zou hij naar het zuiden gaan, dan zouden zijn aanvoerlijnen worden afgesneden. Bovendien kon het Perzische leger bij de Granicus makkelijk worden bevoorraad vanuit Dascylium, een Perzisch bestuurscentrum. Zo kwam Alexander uiteindelijk aan bij de rivier de Granicus in Mysië in Klein-Azië.

## Voorbereidingen
Het staat vast dat de twee legers contact maakten aan het einde van de middag. Parmenion, een van de meest ervaren generaals in het Macedonische leger, zou (volgens Arrianus en Plutarchus) een afwachtende houding hebben voorgesteld, maar daar zou Alexander niet op zijn ingegaan. Hij zou, nog steeds volgens Arrianus en Plutarchus, nog die middag van de westelijke naar de oostelijke oever zijn overgestoken.
Dit wordt weersproken door Diodorus van Sicilië, die schrijft dat Alexander pas in de vroege ochtend aanviel – met andere woorden, het advies van Parmenion overnam. De situatie ter plekke lijkt dit te bevestigen: ook in de Oudheid waren de oevers vermoedelijk te steil om een cavaleriecharge door de rivier mogelijk te maken. De Perzische opstelling, met de cavalerie vóór de infanterie, suggereert eveneens dat het gevecht niet langs de oevers plaatsvond, maar op de vlakte daarachter; het Perzische doel zou zijn geweest de zwakke Macedonische ruiterij te verslaan en vervolgens de Macedonische falanx in de rug aan te vallen.
Alexander had 12.000 hoplieten in zijn falanx. Daar kwamen nog eens 7.000 huurlingen en 3.000 lichter bewapende hoplieten bij. De lichtbewapenden bestonden voornamelijk uit Thraciërs (6.000 man), Ilyriërs (1.000 man), Kretenzers (500 man) en Agrianen (500 man). Samen met de zogenaamde "Gezellen" (de beste cavaleristen in Alexanders leger), Griekse huurlingen en Griekse soldaten die waren opgeroepen via de Korinthische Bond, had het leger een getalsterkte van om en nabij 45.000 soldaten.
Daartegenover stond een Perzische strijdmacht, iets kleiner in aantal: de infanterie bestond uit ongeveer 20.000 Griekse huurlingen en daarnaast was er een aanzienlijke cavalerie (17.000 in totaal).

## Slag
Het Perzische aanvalsplan kwam erop neer de Macedonische cavalerie te verslaan en dan de gevaarlijke falanx in de rug aan te vallen, voordat deze de Perzische infanterie had verslagen. De slag begon inderdaad met een cavaleriegevecht, waarin Alexander zelf vooraan reed en een duel aanging met de satraap Spithridates, die Alexander een eerste maal sloeg met zijn strijdbijl. Toen hij de genadeslag wilde geven, werd het leven van de Macedonische koning gered door Clitus, die de opgeheven arm van Spithridates afhakte. Clitus werd zes jaar later door Alexander in een vlaag van alcoholische woede gedood.
Tijdens het cavaleriegevecht raakten de twee infanterielegers al slaags; de Perzische infanterie werd compleet onder de voet gelopen. Zonder weerstand gaven de Griekse huurlingen zich over, maar Alexander deinsde niet terug en viel hen aan. Na een slachtpartij liet hij de overblijvende soldaten als slaven naar de Macedonische mijnen sturen als een voorbeeld voor iedereen die tegenstand zou bieden aan zijn heerschappij.

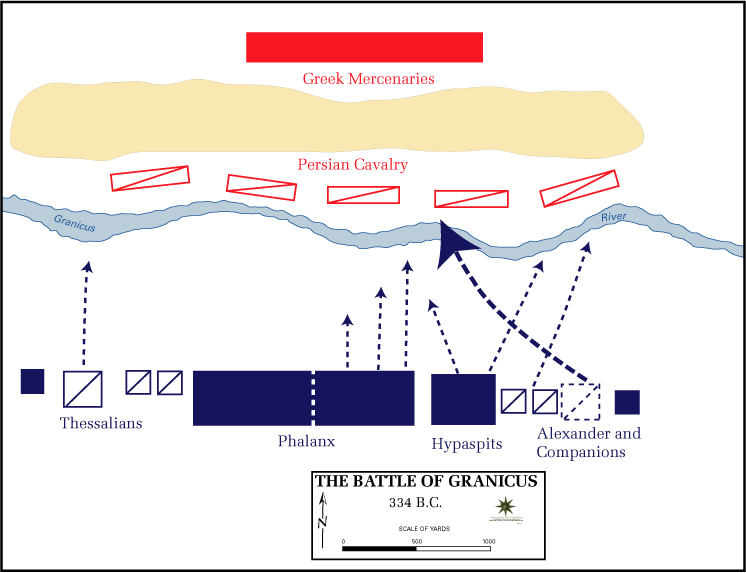
Slag aan de Granicus
Slag aan de Granicus
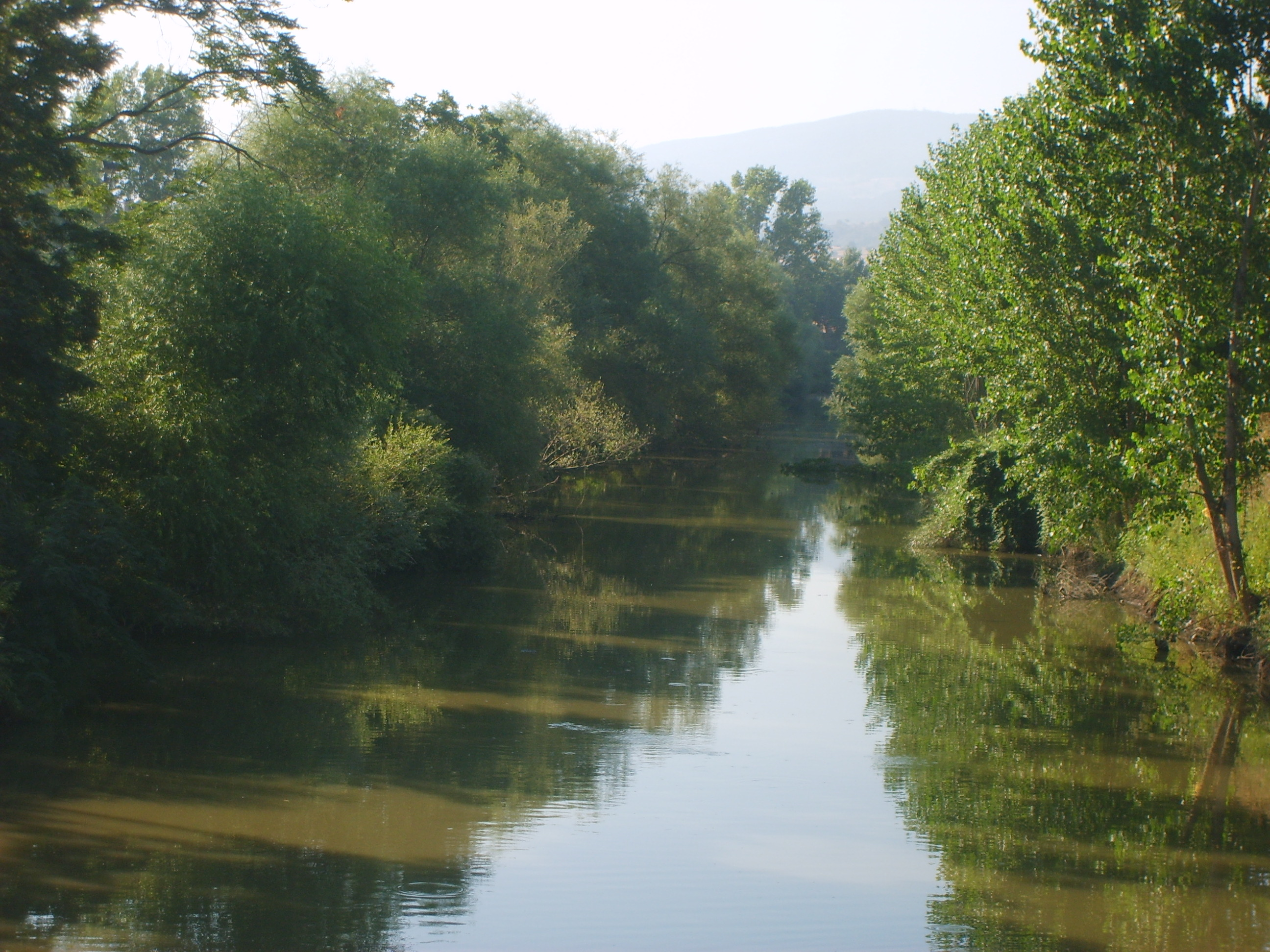
De Granicus
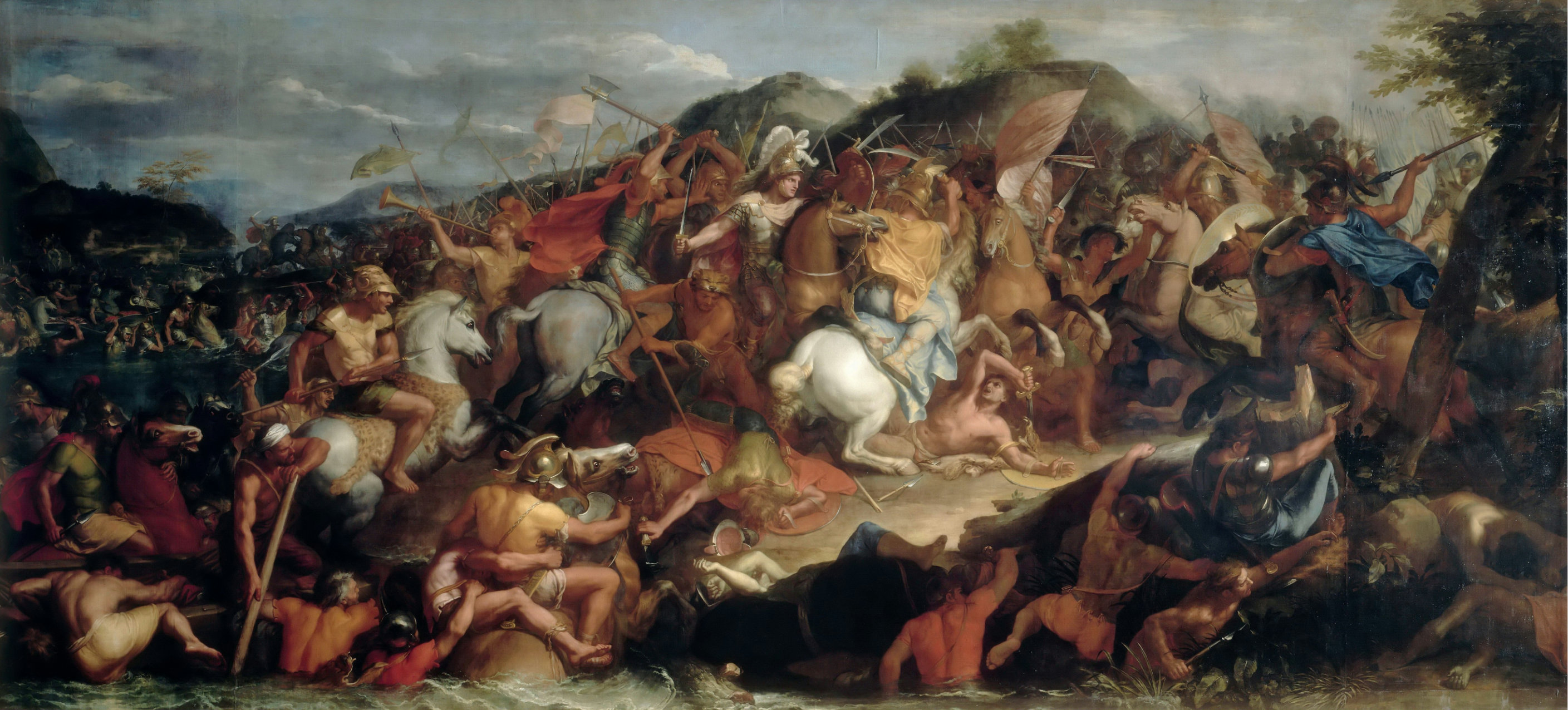
De slag aan de Granicus, Charles Le Brun, 1665

## Gevolgen
De Perzische strijdmachten in Anatolië waren verdwenen, en Alexander kon zonder problemen doorstoten naar het zuiden, waar de Griekse steden hem als bevrijder binnenhaalden. De Perzische satrapiehoofdsteden werden niet verdedigd: Dascylium en Gordium gaven zich over aan Parmenion, Sardes aan Alexander. Pas bij Milete en Halicarnassus ontmoetten de Macedoniërs weer weerstand, doordat deze havensteden werden bevoorraad door de Perzische vloot.
De behandeling van de Griekse huurlingen maakte dat deze troepen de beste bondgenoten werden van de Perzische koning: ze wisten dat de Macedoniërs hen niet in dienst zouden nemen, en vochten tijdens alle volgende veldslagen tot het bittere einde door. Pas na de dood van Darius III traden zij aarzelend in Macedonische dienst, maar tijdens de Lamische Oorlog zouden de Griekse huurlingen zich wreken op de Macedoniërs.